# Tetraponera attenuata
Tetraponera attenuata é uma espécie de formiga do gênero Tetraponera, pertencente à subfamília Pseudomyrmecinae.